# 크리스 윌슨 (야구 선수)
크리스토퍼 카일 윌슨(Kristopher Kyle Wilson, 1976년 8월 6일 ~ )은 미국의 전직 프로야구 선수이다.